# 鷹栖村 (富山県)
鷹栖村（たかのすむら）は、かつて富山県西礪波郡（戦後に東礪波郡に編入）にあった村。現在は砺波市の西部に位置する鷹栖地区で、全域に散居村の風景が広がっている。地区内には富山県立砺波工業高等学校もある。

## 沿革
- 1889年（明治22年）4月1日 - 町村制の施行により、礪波郡鷹栖村及び不動島村の区域をもって、礪波郡鷹栖村が発足する。
- 1896年（明治29年）3月29日 - 郡制の施行のため、礪波郡が分割して、西礪波郡が発足により、西礪波郡に所属となる。
- 1913年（大正2年） - 大字不動島村を合併し、大字が鷹栖の1大字のみとなる[3]。
- 1948年（昭和23年）4月1日 - 東礪波郡に所属を変更する。
- 1955年（昭和30年）1月10日 - 砺波市に編入する。